# 巴恩斯伯里
巴恩斯伯里（Barnsbury）是北倫敦的一個地區，屬於伊斯靈頓區。這一地區的地名取自於伊斯登巴恩斯莊園（villa de Iseldon Berners，1274）。18世紀時，這裡還是農村。